# Società Meridionale di Elettricità
Le groupe SME, acronyme de Società Meridionale di Elettricità S.p.A. était, à l'origine, une entreprise privée italienne de production d'électricité, établie à Naples, en Campanie et distribuant l'électricité dans le Sud de l'Italie. Dans les années 1930, le groupe passe sous le contrôle de la holding d'État l'IRI. Après la nationalisation de la production et la distribution d'électricité en 1962, la société SME se transforme en holding financière et rachète de nombreuses entreprises dans le secteur agricole et alimentaire, devenant ainsi le plus grand groupe alimentaire italien. Dans les années 1990, sous la pression des autorités européennes, le groupe est privatisé et démembré.

## Histoire

### Origine
La société SME - Società Meridionale di Elettricità S.p.A. a été fondée le 20 mars 1899 par la Società Napoletana di Illuminazione e Scaldamento col Gas S.p.A. (it), la Banca Commerciale Italiana - Comit et la Société Franco-Suisse de Genève.
La société avait quasiment le monopole sur l'énergie électrique sur toutes les régions du sud de l'Italie, puisqu'elle contrôlait les sociétés régionales :
- Società per le Forze Idrauliche dell'Abruzzo,
- Società Elettrica della Campania,
- Società Elettrica del Sannio,
- Società Molisana per Imprese Elettriche,
- Società per applicazioni di energia elettrica nelle province di Napoli et di Salerno,
- Società Generale Pugliese di Elettricità[1],
- Società Lucana per Imprese Idroelettriche,
- Società Elettrica delle Calabrie,
- Società Forze Idroelettriche Meridionali,
- Società Forze Idrauliche della Sila[2].

Deux sociétés napolitaines de gaz faisaient également partie du groupe SME : la Società Generale d'Illuminazione et la Compagnia Napoletana d'Illuminazione. En 1924, le groupe SME est coté à la Bourse de Milan.
En 1937, SME SpA fait partie des sociétés dont le capital détenu par les banques nationalisées est transféré à la holding d'État l'IRI, qui absorbe, deux ans plus tard, la société Unione Esercizi Elettrici (it) (UNES), fondée à Rome le 11 février 1905, qui exploite, entre autres, les réseaux de tramways de Pérouse et de Sulmona. La société a ensuite été incluse dans la holding du secteur énergie, Finelettrica (1952), intégrée dans l'Enel en 1962.

### Le secteur alimentaire
Après la nationalisation du secteur électrique italien, décidée par le gouvernement Fanfani IV en 1962, la société SME SpA a utilisé les ressources provenant des compensations reçues de l'État en investissant dans le secteur agricole et alimentaire. Le 30 mai 1963, elle devient la SME - Società Meridionale Finanziaria S.p.A., une holding financière qui commence le rachat d'entreprises :
- supermarchés Romana SpA, première entreprise rachetée, rebaptisée Società Generale Supermercati S.p.A. - SGS en 1961[4], puis Supermercati GS S.p.A. en 1993,
- le groupe Cirio, racheté à la famille Signorini en 1970[5], spécialiste européen des conserves alimentaires, notamment les tomates,
- Surgela, fin des années 1970, aliments surgelés, incorporée dans Italgel en 1982,
- les sociétés de glaces et confiserie Motta, en 1968, et Alemagna, en 1970. Ces deux sociétés ont fusionné en 1975 pour former Unidal (renommée plus tard Sidalm),
- Alimont, rachetée au groupe Montedison en 1974 et renommée Alivar, un groupe hétérogène d'entreprises rachetées les années précédentes par Edison et la SADE pour investir les compensations à la suite de la nationalisation de l'industrie électrique,
- une prise de participation dans la société Star, grand spécialiste italien des bouillons en cubes.

Dans les années 1970, le groupe public SME SpA était le plus grand groupe alimentaire italien. Cette croissance désordonnée des PME paraissait difficilement justifiable avec les objectifs de développement que l'IRI avait eu dans les années du miracle économique italien et provoqua des controverses qui ciblaient les « panettoni d'État » de Motta-Alemagna comme le symbole d'un « État entrepreneur » qui s’étaient propagées à des secteurs économiques peu stratégiques.
En réalité, dès le début des années 1980, la holding SME était l'une des filiales de l'IRI les plus rentables, en particulier Italgel et Autogrill, tandis que GS avait une présence importante dans le commerce de détail à grande échelle, alors qu'au début de son évolution, malgré les résultats peu brillants de Sidalm, la holding SME a toujours affiché des bilans excédentaires et a été l'une des composantes de l'IRI les plus convoitées par les industriels privés. En effet, l'IRI a tenté de privatiser sa filiale SME dans les années 1980, en insérant le groupe alimentaire dans un plan de désinvestissement visant à se concentrer sur des secteurs considérés comme plus stratégiques que le secteur alimentaire.
Dans un premier temps, en 1985, le conseil d'administration a décidé de vendre l'ensemble du groupe SME au groupe dirigé par Carlo De Benedetti, à l'époque aussi propriétaire de Buitoni et de Perugina mais, à la suite d'oppositions de certains ministres du gouvernement, un appel d'offres a été lancé et plusieurs candidats potentiellement intéressés ont remis des offres d'achats. Parmi ceux-ci, il y avait "IAR-Industrie Alimentari Riunite S.p.A.", une entreprise nouvellement créée par le groupe Fininvest de Silvio Berlusconi, apparemment intéressé par le secteur distribution de SME, les supermarchés GS, et par les groupes alimentaires Barilla et Ferrero, dont la volonté était surtout d'éviter la reprise totale du groupe SME par un seul acheteur et devoir affronter ce super-groupe alimentaire italien "SME-BUITONI" dirigé par Carlo De Benedetti, qui les aurait certainement écrasés.
Après de longues discussions et quelques litiges juridiques, la vente du groupe SME SpA au groupe Buitoni de Carlo De Benedetti a été annulée et la privatisation n'a donc pas été menée à son terme. Les nouvelles directives gouvernementales rappelaient que le maintien du secteur alimentaire dans l'IRI restait toujours stratégique. Cette année-là (1985), la valeur du groupe SME était estimée à 497,15 milliards de £ires.

### Privatisation
Une première privatisation, bien que partielle, du groupe PME a eu lieu en 1990, lorsque la vente du secteur confiserie a été réalisée. La société Alivar, filiale spécialisée du groupe SME en matière de confiserie, conclue la vente des biscuits Pavesi et des Crackers Motta au groupe Barilla à travers la création de la société Pavesi SpA, une coentreprise avec Barilla dans laquelle SME en détenait 51% et Barilla 49%. Il y eut également la création de la société Nuova Forneria SpA, une coentreprise dans laquelle ont été transférées toutes les activités des produits de boulangerie pour consommation continue (les Merendine Motta Buondî) dont les actionnaires étaient SME (51 %) aux côtés de Barilla Dolciaria et Ferrero (24,5 % chacune). En 1992, le groupe SME vend le fabricant de chips Pai (Patatine Pai) au groupe Unichips-San Carlo de Milan.
En 1993, la privatisation du groupe SME S.p.A. est quasiment terminée, mais par appartements, comme on dit dans le jargon de la finances, et non pas en bloc, comme tant redouté par les industriels privés, comme envisagé en 1985 :
- Italgel SpA : surgelés sous les marques Surgela et La Valle degli Orti, Gelati Motta et Gruppo Dolciario Italiano SpA (chocolat, panettone, pandoro Motta et Alemagna) ont été vendus à Nestlé,
- Le groupe Cirio Bertolli De Rica, (huiles, lait et conserves) a été vendu à FIS.VI (ou Fisvi SpA) qui, peu après a revendu la marque Bertolli à Unilever et plus tard, la marque Cirio à l'entrepreneur et homme d'affaires italien Sergio Cragnotti.

Les autres branches du groupe SME, ont été vendues :
- Autogrill (restauration) à Edizione Holding de la famille Benetton,
- GS (grande distribution), à Leonardo Del Vecchio. Cependant, en vertu d'accords d'actionnaires favorables à Benetton, GS et Autogrill ont finalement été entièrement repris par le groupe Benetton.